# Квашнин-Самарин, Фёдор Петрович
Фёдор Петрович Квашнин-Самарин (1704—1770) — герольдмейстер, президент Главного магистрата в Москве; действительный статский советник. 

## Биография
Родился 14 (25) сентября 1704 года. Представитель дворянского рода Квашниных-Самариных.
Начал службу пажом царевны Натальи Алексеевны.
Окончил Санкт-Петербургскую Академию морской гвардии. Служил в военно-морском флоте.
С 1754 года был членом и прокурором Вотчинной коллегии. С 1755 года — герольдмейстер.
С 1758 по 1764 годы служил в Главном магистрате. Пожалован в чин действительного статского советника. С 1 января 1762 года — обер-президент Главного магистрата в Москве.
Скончался 20 сентября (1 октября) 1770 года. Был похоронен в Богоявленской церкви в своём имении в селе Брыково, Звенигородского уезда Московской губернии. Каменная Богоявленская церковь была заложена и строилась на средства Ф. П. Квашнина-Самарина, достраивал церковь его сын Пётр Фёдорович. Могила была «заложена позднейшей пристройкой трапезной церкви» и памятник вынесен из церкви. 

## Семья
Жена —  Анна Юрьевна Ржевская (1715—1781), дочь Юрия Алексеевича Ржевского. Её родная сестра Сарра была прабабушкой А. С. Пушкина. Их дети:
- Татьяна Фёдоровна (1737—после 1754)
- Анастасия Фёдоровна (1742—после 1812), была замужем за Н. Ф. Овцыным.
- Пётр Фёдорович (1743—1815)
- Анна Фёдоровна (1747—1773), девица.
- Прасковья Фёдоровна (1750—1797), была замужем за А. И. Воронцовым.

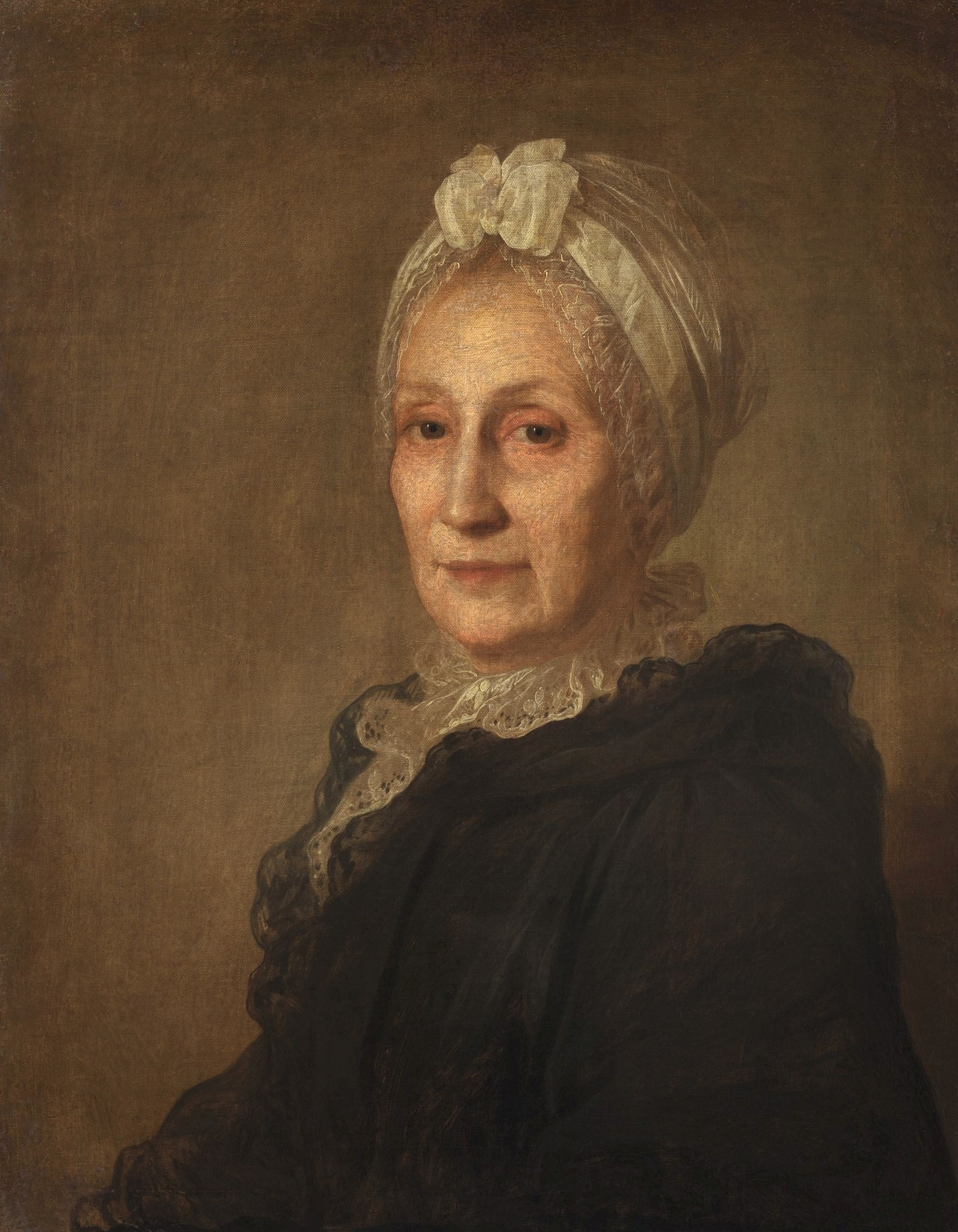
Ф. С. Рокотов. Анна Юрьевна Квашнина-Самарина, урожд. Ржевская. Государственная Третьяковская галерея.
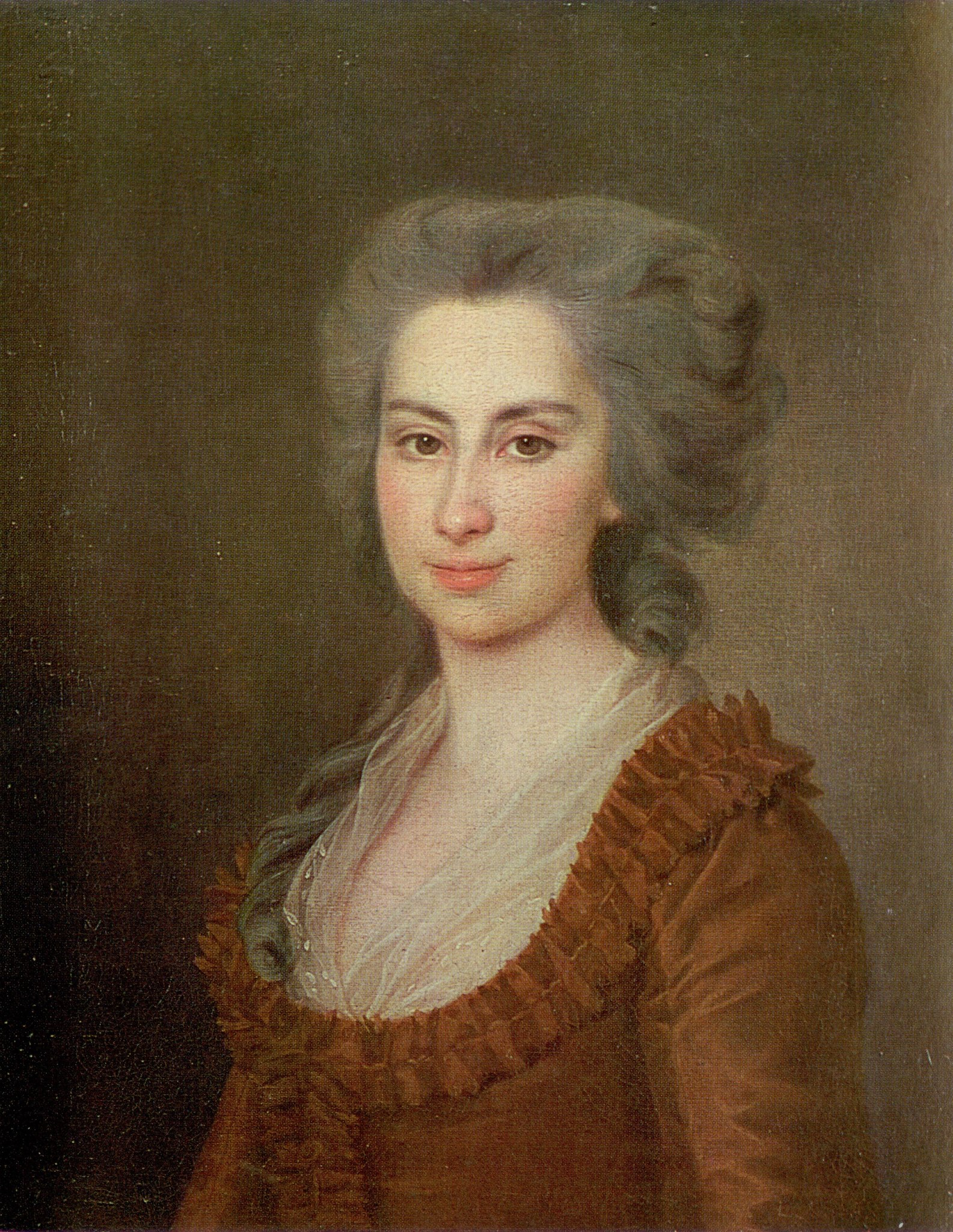
Графиня Прасковья Фёдоровна Воронцова, урожд. Квашнина-Самарина (1750 – 1797), Дмитрий Григорьевич Левицкий , Государственный Русский музей
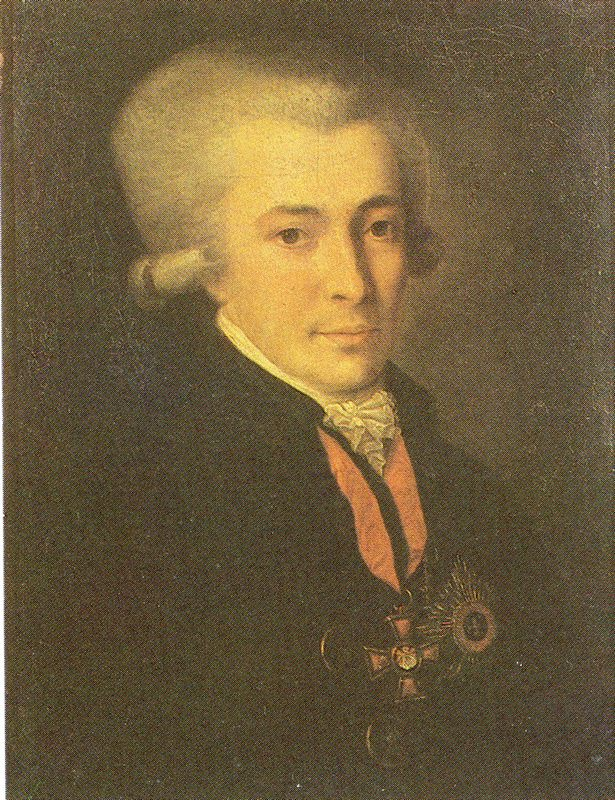
Пётр Фёдорович Квашнин-Самарин. Президент Юстиц-коллегии. Действительный тайный советник.